# Dr. Hund
Dr. Hund (Originaltitel: Dr. Dog) ist eine deutsch-französische Zeichentrickserie, die zwischen 2002 und 2004 produziert wurde. Die Geschichte basiert auf dem gleichnamigen Buch von Babette Cole.

## Handlung
Dr. Hund ist talentierter und hart arbeitender Arzt-Hund und das Haustier der Familie Forunkel. Da er als einziger den Überblick in seiner chaotischen Familie behält, fällt es ihm schwer, sich zu entspannen und seiner Natur als Hund nachzugehen. Stattdessen geht er seiner Arzttätigkeit nach, macht Patientenbesuche und hält TV-Auftritte und versucht, das alles mit seiner Familie unter den Hund zu bekommen. Zudem ist sein menschlicher Kollege Dr. Greul neidisch auf seine Popularität und macht ihm das Leben dadurch schwerer.

## Produktion und Veröffentlichung
Die Serie wurde zwischen 2002 und 2004 in französisch-deutscher Kooperation produziert. Regie führten Hoël Caouissin und Serge Elissalde und das Drehbuch schrieb Kate Barris.
Die deutsche Erstausstrahlung fand am 23. Oktober 2006 auf KIKA statt. Weitere Ausstrahlungen erfolgten ebenfalls auf ORF eins und SRF zwei.

## Episodenliste
| Folge | deutscher Titel                      |
| 1     | Was für eine Familie                 |
| 2     | Violettitis                          |
| 3     | Seifenblasen-Schluckauf              |
| 4     | Die Giftwolke                        |
| 5     | Heimweh                              |
| 6     | Unschuldig verurteilt                |
| 7     | Die Stimme des Gewissens             |
| 8     | Vorübergehend unsichtbar             |
| 9     | Der Robohund                         |
| 10    | Forunkels auf Sendung                |
| 11    | Zurück in die Steinzeit              |
| 12    | Die Springseuche                     |
| 13    | Das Süßigkeiten-Monster              |
| 14    | Die Kichersuse                       |
| 15    | Joe, der Boxer                       |
| 16    | Blumenkohl-Allergie                  |
| 17    | Gefräßig und wild                    |
| 18    | Eine feine Gesellschaft              |
| 19    | Bandagen                             |
| 20    | Hypnose                              |
| 21    | Der ägyptische Käfer                 |
| 22    | Das transsilvanische Meerschweinchen |
| 23    | Die Tsetse-Fliege                    |
| 24    | Alte Feinde                          |
| 25    | Stimmprobleme                        |
| 26    | Das Jugendelixier                    |
| 27    | Gefährliches Katzenfutter            |
| 28    | Alle meine Schäfchen                 |
| 29    | Federgewicht                         |
| 30    | Die Riesenmilbe                      |
| 31    | Jack und Mack                        |
| 32    | Computerwahn                         |
| 33    | Gespensteralarm                      |
| 34    | Feenstaub                            |
| 35    | Angst vor Dr. Hund                   |
| 36    | Der vierblättrige Kaktus             |
| 37    | Der Geist im Dudelsack               |
| 38    | Wie ein Uhrwerk                      |
| 39    | Hirnmassage                          |
| 40    | Gefährliche Eiskrem                  |
| 41    | Angriff der schwarzen Lotusblume     |
| 42    | Echsenküsse                          |
| 43    | Sprechendes Gemüse                   |
| 44    | Die perfekte Hausfrau                |
| 45    | Gummi-Wunder                         |
| 46    | Gedächtnislücken                     |
| 47    | Der Experte                          |
| 48    | Baby ist weg                         |
| 49    | Die Wunderkappe                      |
| 50    | Nachbarschaftstag                    |
| 51    | Der Zauberer und sein Papagei        |
| 52    | Der falsche Medizinmann              |